# Metropolitanskolen
Metropolitanskolen var ett gymnasium i Danmark, som senast låg i Struenseegade på Nørrebro i Köpenhamn. Skolan grundades 1209 av Peder Sunesen, biskop i Roskilde stift. I 800 år utvecklades den från katolsk klosterskola till latinskola och elitskola för samhällets ledande till gymnasium. Under sina sista år fick skolan ekonomiska problem och 2010 blev den sammanslagen med Østre Borgerdyd Gymnasium till den nya skolan Gefion Gymnasium. Skolan är känd från Hans Scherfigs roman Det forsømte forår.

## Historia
Vor Frue Skole eller Domskolen låg vid Frue Plads i Köpenhamns Indre By. Skolan och Vor Frues Kapitel fick gemensamt ansvaret för att utbilda gejstlige (andliga). På medeltiden kallades skolans elever "peblinge", av forndanskans pæpling, egentligen "liten präst". Peblingesøen ska ha fått sitt namn av att skolans första elever badade i den. Senare kallades skolans elever "disciple".
Skolan låg 1377 norr om Frue Kirke nära Nørregade, men låg 1468–1807 söder om kyrkan, mellan de nuvarande gatorna Dyrkøb och Skindergade. Vid reformationen kom skolan under magistratens (kommunens) försorg, och Köpenhamns tre sockenkyrkor - Vor Frue, Helligåndskirken och Sankt Nicolai - förpliktade sig 1548 att bidra till dess reparation och underhåll. Skolledaren blev också pålagd att leda kyrkosången i Frue Kirke. Från reformationen och 200 år framåt räknades skolan som en fattigskola. Detta ändrades 1797, då den blev försöksskola. En ny skolreform skulle utprovas, och endast en liten utvald skara elever fick lov att bli kvar. Nästa förändring var 1801, hädanefter skulle eleverna inte längre sjunga i kyrkan, istället avkrävdes föräldrarna skolpeng och därmed blev den också en skola för det bättre borgarskapet.
Under Köpenhamns brand 1728 brann skolan ner, men var återuppförd redan 1731. Den nya byggnaden var grundmurad och vände ut mot Frue kirkegård. Förutom skolsalar fanns rum för hørerne (underordnade lärare), medan rektor och konrektor fick en särskild bostad ut mot Skindergade. Under Köpenhamns bombardemang 1807 förstördes skolan igen, och undervisningen föregick fram till 1808 i Vajsenhuset, därefter i Trinitatis prästgård i Kannikestræde. År 1811 påbörjades en ny skolbyggnad i Fiolstræde, vid änden av Frue Plads. Bygget invigdes 23 april 1816 i närvaro av kung Fredrik VI, 132 discipler och lärarkåren. Men den var endast beräknad för 100 elever, och efter införandet av matematisk-naturvetenskaplig inriktning 1871 och nyspråklig dito 1903 växte elevantalet och även platsbehovet. Någon möjlighet för utvidgning fanns inte, så 1938 flyttade skolan till en byggnad i Struenseegade, som hade huserat Femmers Kvindeseminarium och senare Hans Egedesgades Skole, vilken lades ner när Metropolitanskolen flyttade in. Efter Metropolitanskolens nedläggning 2010 övertog Det Frie Gymnasium byggnaden i Struenseegade och upprättade en extra filial där.
År 1802 fick skolan namnet Kjøbenhavns Latinske Cathedralskole. Det ledde till protester från Roskilde Katedralskole, då bägge skolor låg i Själlands stift, och endast en katedralskola kunde finnas i varje stift. Som en kompromiss fick skolan i Köpenhamn vid en kunglig resolution av 19 september 1817 sitt slutliga namn: Metropolitanskolen. År 2009 firade skolan 800-årsjubileum, men 2010 var det slut, då den blev sammanslagen med Østre Borgerdyd Gymnasium som Gefion Gymnasium.
Skolan är nog mest känd genom Hans Scherfigs bitande satiriska roman, Det forsømte forår från 1940. Skolan var känd som en institution riktad mot eliten - den absolut övre medelklassen och borgerskapet - och inte minst skulle den vara en pojkskola. Först 1923 fick skolan en kvinnlig elev, Olga Geertzen - 50 år efter att kvinnor hade fått tillträde till universitetet i Danmark.

## Viktiga årtal
- 1209 förmodat instiftad tillsammans med Vor Frue Kirkes domkapitel, och kallas Domskolen eller Vor Frue Skole
- 1246 nämns en rektor Toti vid skolan
- 1377 skolan låg norr om Vor Frue Kirke vid Nørregade
- 1468 skolan låg söder om Vor Frue Kirke mellan nuvarande Dyrkøb och Skindergade
- 1807 förstördes skolan under engelsmännens bombardemang i början av september, tillfällig undervisning i Vajsenhuset och senare i Trinitatis prästgård
- 1816 Den 23 april invigdes en ny skolbyggnad i Fiolstræde öster om Vor Frue Kirke, ritad av C.F. Hansen
- 1817 vid kunglig resolution af 19 september 1817 fick skolan namnet Metropolitanskolen
- 1923 flickor fick tillträde till den klassisk-språkliga linjen
- 1938 flyttade till Struenseegade 50 i en byggnad ritad av Alf Cock-Clausen
- 1955 flickor fick tillträde till den nyspråkliga linjen
- 1957 flickor fick tillträde till den matematisk-naturvetenskapliga linjen
- 1986 övertogs från 1 januari av Köpenhamns Kommun
- 2007 gjordes från 1 januari till en selvejende (självägande) institution under danska staten
- 2009 skolan hade 800-årsjubileum. Detta firades 4 september vid ett arrangemang på Köpenhamns universitet
- 2009 utgav Post Danmark två frimärken tecknade av Roald Als i anledning av skolans 800-årsjubileum
- 2010 skolan sammanslogs med Østre Borgerdyd Gymnasium under namnet Gefion Gymnasium

## Kända studenter
| År   | Namn |
| ---- | --- |
| 1650 | Poul Hansen Ancher (1629–1697) |
| 1650 | Henrik Møinichen (1631–1709) |
| 1656 | Niels Stensen |
| 1659 | Henrik Harder (1642–1683) |
| 1681 | Niels Ebbesen Aagaard (1664–1718) |
| 1687 | Niels Foss (1670–1751) |
| 1720 | Johannes Valeur (1700–1771) |
| 1722 | Matthias Hviid (1703–1759) |
| 1739 | Jens Schielderup Sneedorff |
| 1756 | Abraham Kall |
| 1764 | Peder Hansen (1746–1810) |
| 1771 | Christian Knudsen (1752–1813) |
| 1772 | Laurids Smith (1754–1794) |
| 1773 | Grímur Jónsson Thorkelín |
| 1776 | Jørgen Mandix |
| 1777 | Frederik Stoud (1759–1823) |
| 1784 | Jens Michael Hertz (1766–1825) |
| 1794 | Peter Thonning |
| 1804 | Hans Astrup Fleischer (1785–1846) |
| 1804 | J.J. Dampe |
| 1807 | Frantz Gotthard Howitz, Christian Ferdinand Wilse (1790–1860) |
| 1808 | Just Mathias Thiele |
| 1809 | Henrik Nicolai Clausen, Conrad Matthias Lunding |
| 1810 | Andreas Gottlob Rudelbach |
| 1811 | Peder Hjort |
| 1812 | Carl Bernhard, Gustav Adolph Dichman (1795–1853) |
| 1815 | Nicolai Christian Levin Abrahams (1798–1870), C.A.H. Muus (1796–1885), Hans Mathias Velschow |
| 1817 | Henrik Hertz (1797–1870), Peter Vilhelm Jacobsen, Carl Adolph Thortsen |
| 1818 | C.F.L. Mourier (1800–1880), Christian Tiemroth (1799–1888) |
| 1819 | Carl Wilhelm Elberling |
| 1820 | Carl Nicolai Petersen (1802–1876), Frederik Ulrik Timm (1801–1860) |
| 1821 | Frederik August Esbensen (1802–1872), Carl Mundt, Christian Pløyen (1803–1867) |
| 1824 | Otto Müller (1807–1882) |
| 1825 | Adolph Frederik Bergsøe (1806–1854), L.S. Fallesen (1807–1840) |
| 1826 | A.F. Bremer (1810–1857), Ludvig Daniel Hass (1808–1881) |
| 1827 | Frederik Christian Bornemann (1810–1861), Hans Lassen Martensen |
| 1828 | Anton Ludvig Arnesen (1808–1860), Frantz Johannes Hansen, Jens Christian Sigismund Neve (1810–1875) |
| 1833 | Peter Christian Lund (1833–1891) |
| 1834 | Johan Frederik Hagen, W.J.A. Ussing |
| 1837 | J.C. Hostrup, Kristian Mantzius |
| 1838 | Odin Wolff Tidemand (1822–1897) |
| 1840 | Peter Tamm Julius Benzon-Buchwald (1821–1877), Albert Leth (1822–1884), Christian Listov (1821–1893) |
| 1842 | Frederik Dahl (1822–1920) |
| 1843 | Johannes Forchhammer, Abraham Kall Rasmussen (1824–1901), Carl Wolf Josef Nathanael Wallick (1825–1888) |
| 1844 | Frederik Dreier |
| 1846 | Carl Grove (1828–1895), Christian Severin Henrichsen (1829–1883), Frantz Howitz, Conrad Müller (1830–1904) |
| 1848 | Harald Krabbe, C.F. Ricard (1830–1908) |
| 1849 | Hans Dahl (1830–1921), Frederik Trier (1831–1898) |
| 1851 | Michael Rosing |
| 1853 | Jens Koefoed (1832–1913), Carl Lange |
| 1854 | Adam Hauch (1836–1914), Henrik Scharling |
| 1855 | Rasmus Holm (1836–1899), Ernst Trier |
| 1857 | Carl Thrane, Jacob Scavenius, Charles Arnold de Fine Skibsted (1839–1902) |
| 1859 | Pietro Krohn, Vilhelm Richter (1840–1911), Vilhelm Topsøe |
| 1860 | Peter Brock, Peter Wilken Heiberg, Johan Krohn (1841–1925), Emil Poulsen, Sophus Vind (1842–1913) |
| 1861 | Georg Bricka (1842–1901), Viggo Hørup, Peter Jerndorff, C.F. Tiemroth (1842–1905), Sophus Vedel (1842–1920) |
| 1862 | Gustav Hansen (1843–1912), Oscar Alexander Ræder (1844–1877) |
| 1863 | André Lütken (1843–1916), Georg David Sigismund Neve (1845–1926), Johannes Steenstrup |
| 1864 | C.F. Bricka |
| 1865 | Holger Drachmann, Niels Lassen, Gustav Stemann |
| 1866 | Hjalmar Rafn (1848–1919), Erik Skram |
| 1867 | Axel Liebmann, Erik Schiødte |
| 1868 | J.J. Voigt (1850–1922) |
| 1869 | Karl Gustav Brøndsted (1851–1945), Thor Lange, Severin Lauritzen (1850–1924) |
| 1870 | P.E. Lange-Müller |
| 1871 | Christian Gram, Gustav Philipsen, Harald Westergaard |
| 1872 | Frederik de Jonquières (1854–1925), Carl Michelsen (1853–1921) |
| 1873 | G.L. Grove, Bjørn Stephensen (1855–1940), Henry Ussing |
| 1874 | Georg Garde (1856–1945), Hjalmar Hammershaimb (1856–1923), Vilhelm Rievers (1855–1919) |
| 1875 | R.S. Gram (1857–1936), Carl Ussing |
| 1876 | Holger Begtrup, Rudolph Sophus Bergh, Lauritz Kolderup-Rosenvinge, Alfred Lehmann, Hans Henrik Schou (1858-1932) |
| 1877 | Otto Liebe, Frederik Wolff (1859–1932) |
| 1878 | Einar Christiansen, Adolphe Clément (1860–1933) |
| 1879 | Hans Olrik |
| 1880 | Christian Frederik Knuth (1862–1936) |
| 1881 | Viggo Lachmann (1864–1928), Axel Olrik, N.V. Ussing |
| 1882 | Ivar Berendsen (1865–1939), Valdemar Vedel |
| 1883 | Lorenz V. Hinrichsen (1865–1929), Eyvind Olrik |
| 1884 | Oscar Madsen(1866–1902), I.C. Sundberg (1866–1935), Henrik Vedel (1867–1932), Johannes Østrup, Vagn Aagesen (1866–1939) |
| 1885 | Johannes Bock, Holger Ehrencron-Müller (1868–1953), Christian Lerche (1868–1957), H.U. Ramsing (1868–1946) |
| 1886 | Julius Clausen, Hans Munch-Petersen |
| 1887 | Tycho Jessen (1870–1921), Johan Ludvig Nathansen (1870–1922) |
| 1888 | Herman Bing (1871–1966), Frederik Torm |
| 1889 | Kung Christian X, Folmer Hansen, Poul Heegaard, Axel Ramm (1870–1944), Viktor Rubow |
| 1890 | C.F. Jarl (1872–1951), Otto von Munthe af Morgenstierne (1871–1945), Herluf Zahle, Chr. Hasselbalch (1873–1960) |
| 1891 | Johannes Hørring (1874–1954), Johannes Mollerup, Axel Rubow (1873–1940) |
| 1892 | Lorenz Bergmann, Tommy Bonnesen, Ejnar Hertzsprung, Kay Hirsch (1873–1935), Ernst Kaper, Otto Reedtz-Thott (1872–1927), Hjalmar Thuren, C.W. Westrup (1874–1958) |
| 1895 | Christian Rimestad, Harald Seidelin (1878–1932), Peter Wegener (1877–1956) |
| 1896 | Arthur Henriques (1878–1958), Christian Axel Jensen, Paul Westergaard (1878–1958) |
| 1897 | D.B. Adler (1879–1932), Niels Bjerrum, C.L. David, Erland Thaulow (1879–1972), K.A. Wieth-Knudsen, C.I. Scharling |
| 1898 | Christian Kirchhoff-Larsen (1880–1965), Christian Tiemroth (1879–1956) |
| 1899 | L.S. Fridericia (1881–1947), Mario Krohn, Erik Sommerfeldt (1882–1969) |
| 1900 | Andreas Boje (1882–1966), Paul Ramm (1882–1977), Torben Spang-Hanssen (1882–1965) |
| 1901 | Christen Borch |
| 1902 | Johan Bülow (1885–1945), Knud Krabbe (1885–1961), S.H. Mygind (1884–1970), Espern Spang-Hanssen (1884–1972) |
| 1904 | Henry Ussing, Hubert Wichfeld (1886–1979) |
| 1905 | Carl Otto Henriques (1887–1966), Vincent Næser (1888–1968), Leo Swane |
| 1906 | Svend Dahl |
| 1907 | Svend Borberg, E. C. L. Dons (1889–1949), Mogens Fenger (1889–1956), Ernst Frigast (1889–1968), Svend Garde (1889–1973), Johannes Gravesen (1889–1972), Poul Grønvold (1889–1947), Victor Hansen (1889–1974), Knud Herforth (1889–1943), Herbert Jerichow (1889–1967) |
| 1908 | Allan Heilmann (1890–1976), Johannes Wolf (1890–1959) |
| 1909 | Henning Kehler (1891–1979), Otto Kierulff (1891–1981), Ejnar Krenchel (1891–1965), Skat Hoffmeyer (1891–1979), Erik H. Schack (1889–1973) |
| 1910 | Kaj Birket-Smith |
| 1911 | Carl Juel (1894–1981), Svend Rehling (1893–1957) |
| 1912 | Morten Borup (1894–1989), Victor Hermansen (1894–1960) |
| 1913 | Flemming Dahl |
| 1914 | Helge Topsøe-Jensen (1896–1976), Emil Wissum (1896–1976) |
| 1915 | Erik Kofoed-Hansen (1897–1965), (Carl Erik) Soya |
| 1916 | Svend Aage Andersen (1897–1980) |
| 1917 | Victor Schiøler |
| 1918 | Henrik Brockenhuus-Schack (1900–1990) |
| 1919 | Kjeld Abell, Stephan Hurwitz (1901–1981), Tage Kjær (1901–1976), Eggert Adam Knuth (1901–1980), Niels Krabbe (1901–1975), Carl Popp-Madsen (1900–1973), Franz Sodemann (1901–1990)                                                                                    |
| 1921 | Hal Koch, Torben Anton Svendsen (1904–1980), Poul Vedel (1902–1991) |
| 1922 | Mogens Fog, Otto Melchior (1904–1945), Arne Munch-Petersen |
| 1923 | K.E. Løgstrup, Frederik Schyberg (1905–1950), højesteretspræsident Jørgen Trolle (1905–1985). |
| 1924 | Jens Bing (1906–1980), Piet Hein, Svend Heineke (1906–1995), Hans Scherfig, Tage Wedel-Heinen (1906–1981), Mogens Zieler (1905–1983) |
| 1925 | Henrik Abrahams (1907–1984), Henning Holck-Larsen (1907–2003), Alfred Wassard (1906–1990) |
| 1926 | Stig Iuul (1907–1969), Dietrich Anselmo Wieth-Knudsen (1908–1990), Johannes Clemmesen (1908–2010) |
| 1928 | Nils Schiørring (1910–2001) |
| 1929 | Niels Helweg-Larsen (1911–2008) |
| 1930 | Georg Heggum (1909–2001) |
| 1931 | William Michelsen (1913–2001), Bjarne With Paulson (1912–1996), Ole-Christian Permin (1913–1995), Peter Godfred Ramm (1913–1985) |
| 1932 | Vagn Hoffmeyer Hoelgaard (1913–1988?), Hans Puggaard (1914–1986), Edvin Tiemroth |
| 1933 | K.B. Andersen, Svend Asmussen, C.J. Becker (1915–2001) |
| 1935 | Ebbe Wolfhagen (1916–2000) |
| 1937 | Jørgen Jacobsen (1919–2016) |
| 1938 | Andreas Rehling (1920–1988) |
| 1942 | Erik Balling, Sten Hegeler, Bjørn Watt Boolsen |
| 1943 | Anne Chaplin Hansen (1924– ) |
| 1945 | Holger Friis Johansen (1927–1996) |
| 1946 | Erik Bent Hansen (1927–2002), Jørgen Reenberg (1927– ), Iørn Piø (1927–1998) |
| 1947 | Poul Jørgensen (1928–2015) |
| 1948 | Karsten Friis Johansen (1930–2010), Christian Thodberg (1929–2020) |
| 1949 | Georg S. Geil (1930–1996), Knud Hertling |
| 1951 | Ole Bang (1932– ) |
| 1952 | Jørgen Fog (1934– ), Preben Thomsen (1933–2006) |
| 1954 | Frans Lasson (1935–2009), Virtus Schade (1935–1995) |
| 1955 | Niels Eilschou Holm (1937–2016), Jørgen Sonnergaard (1936–2021) |
| 1956 | Dorte Bennedsen, Johannes Møllehave, Aino Kann Rasmussen (1937– ) |
| 1958 | Henning Christophersen, Karsten Fledelius (1940– ) |
| 1960 | Peter Johannes Erichsen (1941– ), Bettina Heltberg, Dorrit Willumsen |
| 1961 | Søren Kjørup (1943– ), Kjeld Møllgård (1942– ), Lotte Wæver (1942– ) |
| 1962 | Henrik Stub (1944– ) |
| 1963 | Søren Vinterberg (1944– ), Hannah Nydahl (f. Christiansen 1946) |
| 1965 | Nils Overgaard Andersen (1947– ), Leo Bjørnskov (1946– ) |
| 1966 | Lars-Henrik Olsen |
| 1977 | Morten Stig Christensen (1958– ) |
| 1978 | Pia Gjellerup |
| 1981 | Jens Skou Olsen (1962– ) |
| 1984 | Mads Mikkelsen |
| 1985 | Lars Mikkelsen |
| 1986 | Anette Støvelbæk |
| 1992 | Gustav Hansen, Camilla Stockmann (1973– ) |
| 1995 | Katrine Lester (1976– ) |

## Ledning (rektorer)
Listan är ofullständig, hjälp gärna till med att fylla i den.
- 1246 Toti
- 1577-1582 Niels Krag
- 1638-1646 Søren Pedersen Kalundborg
- 1698-1705 Søren Glud
- 1777-1803 Skúli Thorlacius
- 1844-1871 Bonaparte Borgen
- 1871-1882 Frederik Christian Carl Birch
- 1882-1885 Lorentz Andreas Christian Bergmann
- 1885-1902 Valdemar Antonius Bloch
- 1902-1918 Hjalmar Rafn[8]
- 1918-1921 Oluf Krag
- 1921-1927 Karl Hude
- 1927-1940 Julius Nielsen (1874–1940)[9]
- 1942-1945 Vilhelm Lorenzen (konstitueret)
- 1945-1952 Henrik Bang (1882–1964)
- 1952-1967 Karl Nielsen (1906–1967)
- 1967-1992 Frans Handest (1927–2018)
- Sista rektor före sammanslagningen: Hans Lindemann